# Кочанов, Алексей Васильевич
Кочанов (в некоторых летописях Копанов, Конанов) — псковский степенный посадник.
При нём, в 1458, псковичи избили старых посадников на вече как виновников корыстных преступлений в торговле хлебом. В 1463 Кочанов победил немцев. В 1464 году, вместе с наместником кн. Иваном Александровичем Звенигородским, Кочанов заложил на р. Сини новый деревянный город, который был назван Красным городцом (ныне Красногородск).
в 1465 уладил раздоры псковичей с новгородцами «про владычню землю и воду, что псковичи отняли у Новогорода». В 1466 ездил в Москву просить у великого князя в псковские наместники или князи Ивана Стригу-Оболенского или Фёдора Юрьевича (Патрикеева), и великий князь отпустил в Псков последнего.
В 1474 снова ездил в Москву просить великого князя о защите против немцев. В 1476, по поручению Пскова, Кочанов поставил город Городец у р. Лоди в Кокшинской волости, а в 1478 псковичи отрядили его с войском в помощь Ивану III против новгородцев; на этой службе он и умер.